# Инаугурация Линдона Джонсона (1963)
Первая инаугурация Линдона Джонсона в качестве 36-го Президента США состоялась 22 ноября 1963 года, через полтора часа после смерти 35-го президента Джона Кеннеди. Данная инаугурация — восьмая незапланированная, чрезвычайная инаугурация в истории инаугураций президента США.

## Предыстория
22 ноября 1963 года, в 12:30 по центральноамериканскому времени президент Кеннеди был смертельно ранен в Далласе, когда ехал со своей женой Жаклин в президентском кортеже. Вице-президент Джонсон ехал в открытом автомобиле через одну машину от президентской со своей женой Леди Бёрд Джонсон и сенатором от Техаса Ральфом Ярборо. Сразу после того, как прозвучали выстрелы, агент секретной службы Руфус Янгблад повалил Джонсона на пол машины и закрыл его своим телом. Президентский кортеж помчался в Мемориальную больницу Паркленда. В больнице Джонсон был окружён агентами секретной службы, которые призывали его вернуться в Вашингтон на случай, если он тоже станет мишенью для убийства. Однако Джонсон решил остаться, пока не узнает о состоянии Кеннеди. В 13:20 ему сказали, что Кеннеди мёртв, и он покинул больницу примерно через 20 минут.

## Инаугурация
После смерти Кеннеди были приняты меры по обеспечению защиты секретной службой двух дочерей Джонсона, и было решено, что новый президент улетит на президентском самолёте, потому что у него было лучшее оборудование связи. Джонсон был доставлен полицейской машиной без опознавательных знаков в аэропорт «Даллас/Лав-Филд» и держался ниже уровня окна автомобиля на протяжении всей поездки. Президент ждал, когда Жаклин Кеннеди, которая, в свою очередь, не желала покидать Даллас без тела своего мужа, прибудет на борт президентского самолёта. Гроб Кеннеди вскоре был доставлен в самолёт, но взлёт был отложен до тех пор, пока Джонсон не принял присягу.
Президент Джонсон пригласил федеральную судью Северного округа Техаса, свою давнюю подругу Сару Т. Хьюз привести его к присяге. Ранее он добивался её назначения на должность федерального судьи, что не одобрил Роберт Кеннеди по совету Министерства юстиции из-за её возраста, поскольку тогда ей было 65 лет. Когда несколько недель спустя Министерство юстиции отменило своё решение и назначило Хьюз, Джонсон был возмущён тем, что с ним не посоветовались.
Для церемонии инаугурации двадцать семь человек втиснулись в конференц-зал самолёта размером 12 на 15 футов. Кондиционер не работал, так как самолёт был подготовлен к немедленному взлёту и отключён от внешнего источника питания. Из присутствующих на инаугурации были: советник по связям со СМИ Джек Валенти, секретарь Кеннеди Эвелин Линкольн, начальник полиции Далласа Джесси Карри, конгрессмен Альберт Ричард Томас, судья Гомер Торнберри, агенты секретной службы Рой Келлерман и Лем Джонс, пресс-секретарь Жаклин Кеннеди Памела Тёрнур, заместитель директора «Корпус мира» Билл Мойерс.
Инаугурация Джонсона стала первым случаем, когда президента к присяге приводила женщина, а также единственным случаем, когда инаугурация была проведена в самолёте. Вместо обычной Библии Джонсон держал руку на миссале, который нашёлся в боковом столике в спальне Кеннеди. После принятия присяги Джонсон поцеловал жену в лоб, после чего миссис Джонсон взяла Джеки Кеннеди за руку и сказала ей: «Вся нация оплакивает вашего мужа».
Во время проведения церемонии ведущий «Си-би-эс» Уолтер Кронкайт зачитал вслух в эфире телеграмму из «Ассошиэйтед Пресс», официально подтверждающую смерть Кеннеди, впоследствии добавив, что Джонсон будет приведён к присяге в качестве нового президента.
Знаменитая фотография инаугурации была сделана Сесилом Стоутоном, официальным фотографом Джона Кеннеди, с помощью камеры «Hasselblad». Стоутон предложил, чтобы по бокам от Джонсона встали его жена и Жаклин Кеннеди. Жаклин стала по левую руку от Джонсона, несколько боком к камере, чтобы не было видно пятен крови на её розовом костюме. Речь Джонсона была записана на диктофон исполняющим обязанности пресс-секретаря Белого дома Малкольмом Килдаффом; на снимке Стоутона видна его рука с микрофоном.

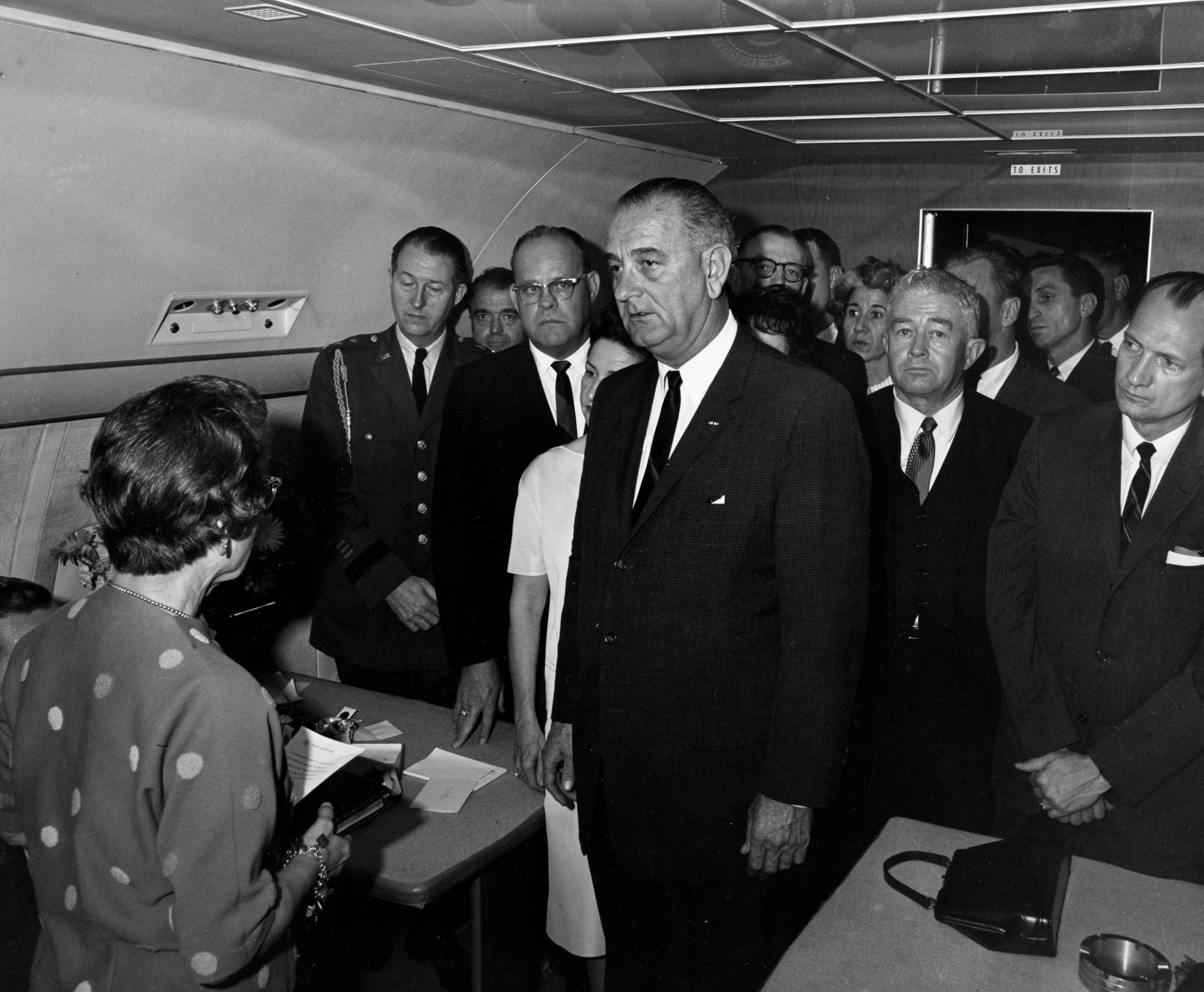
Сара Хьюз приводит Линдона Джонсона к присяге на борту Air Force One
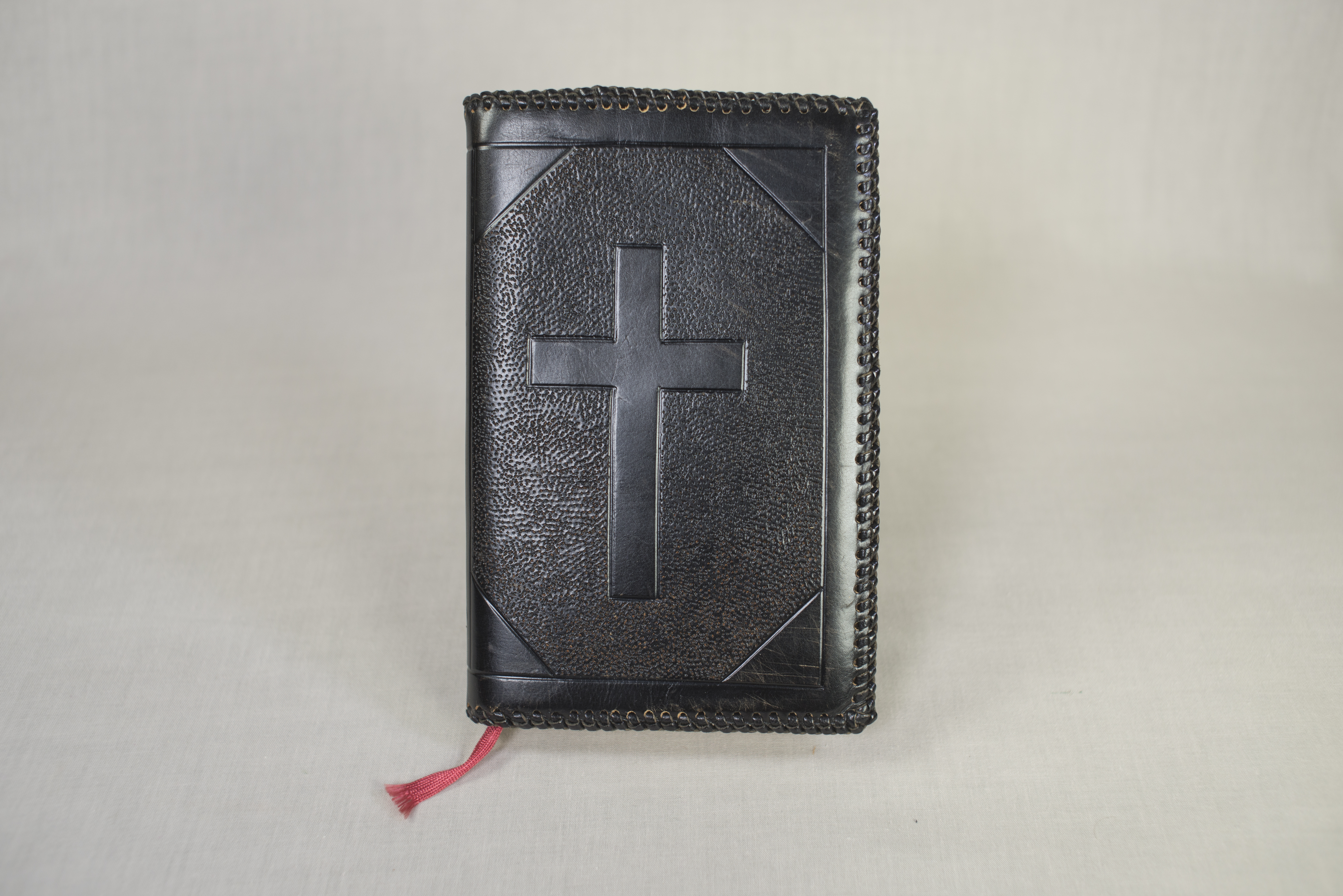
Миссал, на котором присягал Джонсон